# Zielno
Zielno (niem. Solainen) – osada w Polsce położona w województwie warmińsko-mazurskim, w powiecie elbląskim, w gminie Pasłęk.
| SIMC    | Nazwa  | Rodzaj     |
| ------- | ------ | ---------- |
| 1045134 | Kudyny | przysiółek |

W latach 1975–1998 miejscowość administracyjnie należała do województwa elbląskiego.